# Heptathela tomokunii
Heptathela tomokunii är en spindelart som beskrevs av Ono 1997. Heptathela tomokunii ingår i släktet Heptathela och familjen ledspindlar.
Artens utbredningsområde är Vietnam. Inga underarter finns listade i Catalogue of Life.